# Nannopetersius mutambuei
Nannopetersius mutambuei és una espècie de peix de la família dels alèstids i de l'ordre dels caraciformes.

## Hàbitat
És un peix d'aigua dolça i de clima tropical.

## Distribució geogràfica
Es troba a Àfrica: conca del riu Inkisi (República Democràtica del Congo).